# Episodi de Il becchino (sesta stagione)
La sesta stagione della serie televisiva Il becchino (The undertaker), composta da 6 episodi, è stata trasmessa sul canale della televisione svizzera tedesca SRF 1 dal 2 gennaio 2018 al 6 febbraio 2018. La stagione è andata in onda in prima visione in lingua italiana sul canale della televisione svizzera italiana RSI La 1 dall'8 al 22 settembre 2018 con un doppio episodio. In Italia la serie è inedita.
| nº | Titolo originale    | Titolo italiano            | Prima TV originale | Prima TV in italiano |
| -- | ------------------- | -------------------------- | ------------------ | -------------------- |
| 1  | Les Jeux Sont Faits | Il gioco è fatto           | 2 gennaio 2018     | 8 settembre 2018     |
| 2  | Der Begrabene Hund  | Il cane sepolto            | 9 gennaio 2018     | 8 settembre 2018     |
| 3  | Kollateralschaden   | Danni collaterali          | 16 gennaio 2018    | 15 settembre 2018    |
| 4  | Generalversammlung  | Assemblea generale         | 23 gennaio 2018    | 15 settembre 2018    |
| 5  | Der Unbestechliche  | Decesso all'acqua e sapone | 30 gennaio 2018    | 22 settembre 2018    |
| 6  | Verrat              | Il tradimento              | 6 febbraio 2018    | 22 settembre 2018    |

## Il gioco è fatto
- Titolo originale: Les Jeus Sont Faits
- Diretto da: Katalin Gödros
- Scritto da: Dave Tucker

### Trama
Luc e la squadra indagano sulla strana morte di un giocatore e di un paracadutista.

## Il cane sepolto
- Titolo originale: Des Begrabene Hund
- Diretto da: Katalin Gödros
- Scritto da: Marc Otticiker

### Trama
Luc indaga sulla brutale morte di un fan di un cantante famoso, provando ad entrare nel circolo dello psicoguru Mankovsky.

## Danni collaterali
- Titolo originale: Kollateralschaden
- Diretto da: Katalin Gödros
- Scritto da: Michael Herzig

### Trama
Luc e la squadra indagando sul tentato omicidio di una ragazza, scopre una famiglia ricca. Luc si lascia cooptare dal professor Mankovsky, e il tesoro di Fabio sembra già disdegnarlo.

## Assemblea generale
- Titolo originale: Generalversammlung
- Diretto da: This Lüscher
- Scritto da: Thomas Eggel

### Trama
A Luc viene richiesto un consacramento sulle indagini dello psicoguru Mankovsky, mentre Fabio è in una crisi emotiva.

## Decesso all'acqua e sapone
- Titolo originale: Der Unbestechliche
- Diretto da: This Lüscher
- Scritto da: Tina Ackermann

### Trama
Luc e la squadra indagano sull'omicidio di un arbitro, mettendosi in un pericolo mortale.

## Il tradimento
- Titolo originale: Verrat
- Diretto da: This Lüscher
- Scritto da: Michael Herzig e Dave Tucker

### Trama
Luc si trova in un pericolo circondato dalle fiamme e annebbiato dalla droga, mentre Fabio tenta di prendere in mano la sua vita.